# Hartmut Jürgens
Hartmut Jürgens (Bremen, 17 de março de 1955 – 23 de setembro de 2017) foi um matemático alemão.
Obteve um doutorado em 1983 na Universidade de Bremen.

## Obras
- Chaos and Fractals: New Frontiers of Science (Springer-Verlag, ISBN 0-387-97903-4)